# Pachycondyla bucki
Pachycondyla bucki is een mierensoort uit de onderfamilie van de Ponerinae. De wetenschappelijke naam van de soort is voor het eerst geldig gepubliceerd in 1927 door Borgmeier.